# Белградская духовная семинария
Духо́вная семина́рия свято́го Са́ввы в Белгра́де (серб. Богословија Светог Саве у Београду) — учебное заведение Сербской православной церкви.

## История
Первую семинарию в Сербии основал Досифей (Обрадович). Управляющим семинарией стал игумен монастыря Фенека Викентий (Раич). Семинария действовала 3 года и была закрыта после поражения Первого сербского восстания в 1813 году.
В 1826 году митрополит Петр (Йованович) открыл школу для клира в Кнежевом конаке в Крагуеваце. Первыми наставниками были протосинкелл Ликоген Михайлович из Далмации и синкелл Гавриил (Попович), будущий епископ Шабацкий. Обучение сначала длилось один год, а затем два, а с 1838 года — три года. В 1844 году было принято решение, что обучение в Семинарии будет длиться четыре года. Для кандидатов, которые закончили с отличием гимназию или лицей, обучение в Семинарии длилась два года.
В 1883 году смещённый с кафедры митрополит Михаил открыл в отдельной здании Белградской семинарии, в Второе отделение или Иностранную семинарию (серб. Страначка Богословија) как отдельный учреждение с самостоятельным управлением и миссионерской направленностью. В эту богословско-учительскую школу поступали молодые люди из славянских земель, находившихся под турецкой властью, который они устроили для своих будущих церковной, просветительской и национальный работа в сербских краях. Они готовились для будущей церковной, просветительской и национальной работы в сербских краях.
В 1886/1887 учебном году ректором семинарии был архимандрит Никодим (Милаш) с целью её реорганизации. В 1896 году семинария была реорганизована и названа Семинарией святого Саввы. В ней принимались лица, окончившие начальное образование. Обучение длилось девять лет. В новом качестве Семинария начала работу с 1900 года.
В 1920 году была проведена реформа всех семинарии: обучение продолжалось во всех семинариях пять лет. В тим же гоу Семинария Святого Саввы был перемещена в Сремские Карловцы. С учебного 1928/1929 года обучение во всех семинариях длилось шесть лет.
Деятельность Семинарии Святого Саввы была временно прекращена после начала Второй мировой войны. В 1943 году в Нише была организована импровизированная семинария, где действовали II—VI классы. Занятия продолжались с июня по октябрь.
В 1949 году Семинария святого Саввы возобновила свою работу в Монастыре Раковица. Обучение длилось четыре года, а в 1950/1951 учебном году — пять лет. В 1957/1958-м учебном году семинария была переведена в текущее здание на Карабурми. Решением Священного Архиерейского Собора обучение длилось четыре года, а с сентября 2006 года снова установлено в пять лет.

## Современное состояние
Престольный праздник Семинария отмечает 10 мая, в день Сожжения мощей Святого Саввы. Богослужения проводятся ежедневно в семинарской капелле. Семинария располагает собственной библиотекой. Хор духовной Семинарии с успехом выступал в Белграде и другних местах.